# Quartier Embellie Mairie
Le quartier Embellie Mairie est un quartier de la ville de Vandœuvre-lès-Nancy, dans la métropole du Grand Nancy. 

## Structure
Le quartier abrite de nombreux bâtiments administratifs, il se situe au centre de la ville.